# Судебная система Азербайджана
Судебная власть в Азербайджане — система при которой судебная власть в Азербайджане осуществляется судами посредством правосудия. Правосудие осуществляется на основе юридического равенства каждого лица перед законом и судом. Суды по рассмотренным делам выносят решения от имени Азербайджанской Республики. 
В соответствии с принципом разделения властей судебная власть в Азербайджане независима, и осуществляется  независимо от других ветвей власти. Судоустройство и судопроизводство определяются законом. Применение не предусмотренных законом правовых средств в целях изменения полномочий судов и создания чрезвычайных судов запрещается.
В Азербайджанской Республике действует районный, городской суд, военные и административно-хозяйственные суды, функционирующие в территориальной юрисдикции, судах по тяжким преступлениям и суде первой инстанции.
«Freedom House» отмечает, что судебная система Азербайджана коррумпирована и подчиняется исполнительной власти. Судьи назначаются парламентом по представлению президента. Отсутствие политической независимости судов особенно очевидно во многих сфабрикованных или иным образом сфальсифицированных делах, возбужденных против оппозиционеров, активистов и критически настроенных журналистов. В Азербайджане не соблюдаются конституционные гарантии надлежащей правовой процедуры. Произвольные аресты и задержания являются обычным явлением для страны. Политические заключенные сообщали об ограниченном доступе к юридической помощи, фальсификации и сокрытии доказательств и физическом насилии для получения признаний.  Хотя номинально Коллегия адвокатов Азербайджана (КАА) является независимой, она действует по приказу Министерства юстиции и участвует в преследовании адвокатов по правам человека. Поправки к закону, вступившие в силу в 2018 году, предусматривают, что только члены коллегии адвокатов могут представлять клиентов в суде. После принятых поправок ассоциация адвокатов лишила адвокатской лицензии, отстранила или угрожала большинству действующих в стране адвокатов- защитников прав человека. Почти во всех дисциплинарных делах суды поддерживали решения коллегии адвокатов без тщательной оценки или публичного обоснования. Международные наблюдатели неизменно приходят к выводу, что пытки и безнаказанность виновных в таких злоупотреблениях являются привычным делом для системы уголовного правосудия Азербайджана. Полиция регулярно избивает подозреваемых во время ареста или при разгоне протестов. Условия содержания в тюрьмах неудовлетворительные. Медицинская помощь, как правило, недостаточна, а переполненность является обычным явлением.

## История

### Период АДР
14 ноября 1918 года постановлением правительства было утверждено Положение об Азербайджанской Судебной палате. Палата являлась высшим судебным учреждением на территории АДР.

### Период Азербайджанской ССР
Судебная система Азербайджанской ССР регулировалась положениями Конституции Азербайджанской ССР 1927 года, Конституции Азербайджанской ССР 1937 года. 9 декабря 1960 года был принят закон «О судоустройстве Азербайджанской ССР».
13 февраля 1923 года был создан Верховный суд Азербайджанской ССР.
В Азербайджанской ССР действовали Верховный суд, районные (городские) народные суды.
Суды образовывались на началах выборности. Согласно Конституции Азербайджанской ССР 1937 года, Верховный суд избирался Верховным советом сроком на 5 лет. Судьи районных, городских судов избирались гражданами района, города сроком на 5 лет. 
Судебное разбирательство велось на азербайджанском и русском языках.
Дела рассматривались коллегиально. Дела в судах первой инстанции рассматривались судьёй и двумя народными заседателями.
Народные заседатели районных (городских) судов избирались на общих собраниях рабочих, служащих и крестьян по месту их работы или жительства сроком на два года.
Народные заседатели участвовали в судебных разбирательствах в суде в порядке очерёдности. Каждый народный заседатель осуществлял свои полномочия не более, чем 2 недели в году, после чего на его место призывался иной народный заседатель.
Народные заседатели избирались из числа рабочих и служащих предприятий. На время заседаний в суде им предоставлялся отпуск с сохранением заработной платы по основному месту работы.
Судьей и народным заседателем мог быть избран гражданин СССР, достигший ко дню выборов 25 лет.
Суды рассматривали гражданские и уголовные дела.
Действовало обжалование приговоров и решений суда в кассационном и надзорном порядке.
Верховный Суд Азербайджанской ССР был впервые учреждён Конституцией Азербайджанской ССР 1927 года. Верховный суд Азербайджанской ССР являлся высшим судебным органом Азербайджанской ССР. Верховный суд осуществлял надзор за судебной деятельностью всех судебных органов Азербайджанской ССР. Верховный суд также вёл судебную статистику.
Верховный суд Азербайджанской ССР имел право законодательной инициативы.
В составе Верховного суда Азербайджанской ССР действовали судебная коллегия по гражданским делам, судебная коллегия по уголовным делам, Президиум, Пленум.
Пленум давал разъяснения на основании обобщения судебной практики и судебной статистики.

## Современный период
На февраль 2025 года в Азербайджане действует 628 судей. Это самая большая численность судей за период независимости Азербайджана.
В 2024 году создан Комитет по оценке судей.
28 февраля 2025 года проведён первый Форум судей Азербайджана.

## Источник судебной власти
Государственная власть в Азербайджанской Республике формируется по принципу разделения властей. Законодательная власть осуществляется Парламентом (Милли Меджлисом) Азербайджанской Республики, исполнительная власть принадлежит президенту Азербайджанской Республики, судебная власть находится в ведении судов.
Судебная власть осуществляется судами. Конституционный суд, Верховный суд, апелляционные суды, общие суды и другие специализированные суды разделяют судебную власть в соответствии с их мандатом, вытекающим из Конституции Азербайджанской Республики. Судебная власть осуществляется посредством конституционного, гражданского, уголовного судопроизводства и других форм, предусмотренных законом. В уголовном судопроизводстве участвуют Прокуратура Азербайджанской Республики и защита.

## Структура судебной системы
В Азербайджане в качестве судов первой инстанции действуют районные (городские) суды, военные суды местной юрисдикции, местные административно-экономические и суды по тяжким преступлениям. 
Ранее в Азербайджане действовала трехсторонняя судебная система, состоявшая из первой инстанции, апелляционной и кассационной инстанций.
Согласно новой судебной системе, апелляционные суды действуют в шести регионах страны. Апелляционные суды состоят из 4 коллегий — гражданских, уголовных, военных и административно-хозяйственных советов, действующих в соответствующей юрисдикции.

### Конституционный суд

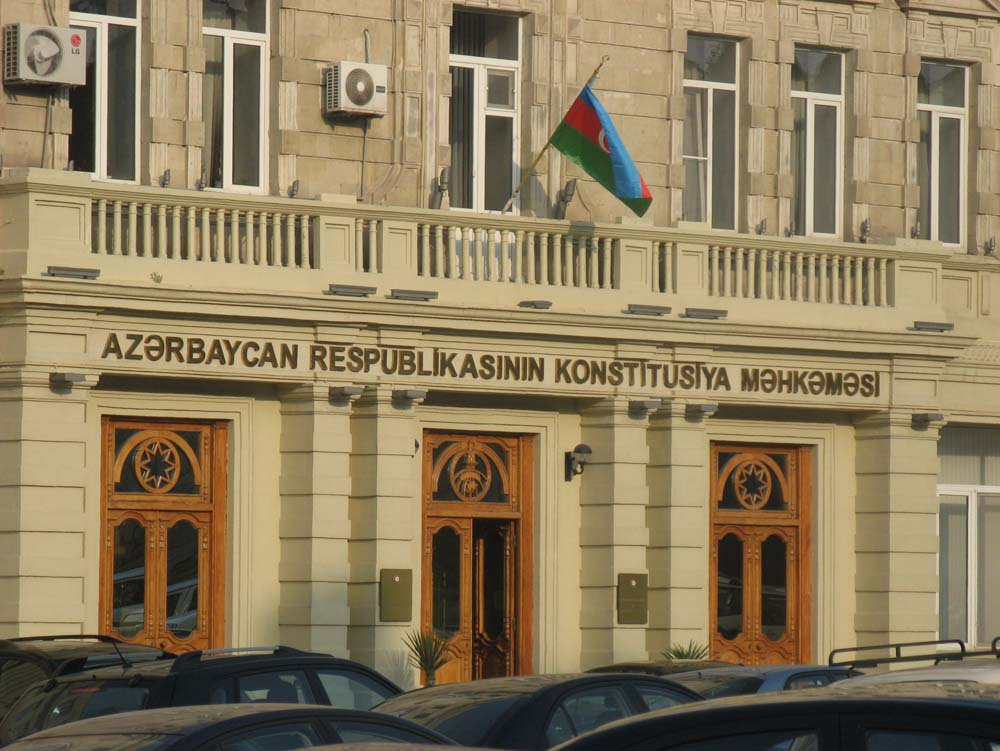
Конституционный суд Азербайджанской Республики

Конституционный суд состоит из 9 судей, назначаемых Парламентом Азербайджанской Республики по рекомендации. 
Гражданин Азербайджана, имеющий право голоса, высшее юридическое образование и не менее 5 лет опыта работы в сфере права, может быть судьей всех судов, включая Конституционный суд. 
Судьи избираются на пятнадцать лет. Срок полномочий судей истекает по достижении возраста 70 лет.Cудья, достигший 70-летнего возраста, продолжает занимать должность до замены. Судьи Конституционного суда независимы и действуют только в соответствии с Конституцией и законами Азербайджанской Республики. Судьи Конституционного суда пользуются иммунитетом.
Основными целями Конституционного суда являются осознание верховенства Конституции и защита прав и свобод всех людей. Каждый, кто утверждает, что является жертвой нарушения его (ее) прав или свобод вследствие решений законодательной, исполнительной и судебной власти или одного из муниципальных актов, может обратиться в Конституционный суд Азербайджанской Республики с целью восстановление его (ее) нарушений прав и свобод. Решения Конституционного Суда являются обязательными на территории Азербайджана

### Верховный суд
Верховный суд является судом высшей инстанции (последней апелляционной инстанции) по гражданским делам (включая административные и экономические споры), уголовным преступлениям, административным правонарушениям и другими делам, ранее рассмотренным судами общего и специализированного характера. 
Юрисдикция Верховного суда распространяется на всю территорию страны. После принятия решения все решения Суда публикуются электронным способом в течение одного месяца. Число судей Верховного суда определяется Судебно-правовым советом. Парламент избирает судей по рекомендации президента. Судьи всех судов, включая Верховный суд, являются независимыми и действуют только в соответствии с Конституцией и законами Азербайджанской Республики. Кроме того, судьи Верховного суда имеют право на неприкосновенность. Консультативный исследовательский совет при Суде функционирует с целью надлежащего применения законодательства, совершенствования законодательства и подготовки научных предложений. Суд имеет право представлять проекты законов или резолюций, представленных на рассмотрение парламента.
Верховный суд находится в Баку.

### Апелляционные суды
Апелляционный суд является судом высшей инстанции по гражданским, административным и экономическим спорам, уголовным делам и административным правонарушениям. Апелляционный суд состоит из пленума суда, гражданской комиссии, административно-экономической группы, группы по уголовным делам и военной группы. В Апелляционном суде созданы судебные коллегии для рассмотрения различных категорий дел. Апелляционный суд состоит из Председателя суда, его заместителя, председателей коллегий и судей. Число судей Апелляционного суда определяется Судебно-правовым советом. Пленум Апелляционного суда состоит из Председателя суда, заместителя председателя и председателей коллегий. Члены Пленума суда  имеют равные права в пределах своей компетенции. 
В Азербайджане функционируют пять апелляционных судов:
- Бакинский апелляционный суд
- Апелляционный суд Гянджи
- Апелляционный суд Сумгаита
- Апелляционный суд Ширвана
- Апелляционный суд Шеки

## Суды первой инстанции

### Окружные суды
В качестве суда первой инстанции районные (городские) суды рассматривают гражданские, уголовные, административные и другие дела в пределах своей юрисдикции, определённой законом. Суды состоят из председателя суда и судей. Заместитель председателя суда назначается, если число судей превышает 11. В случае, если суд имеет только одного судью, то он по должности считается председателем суда. Число судей определяется Судебно-правовым советом.

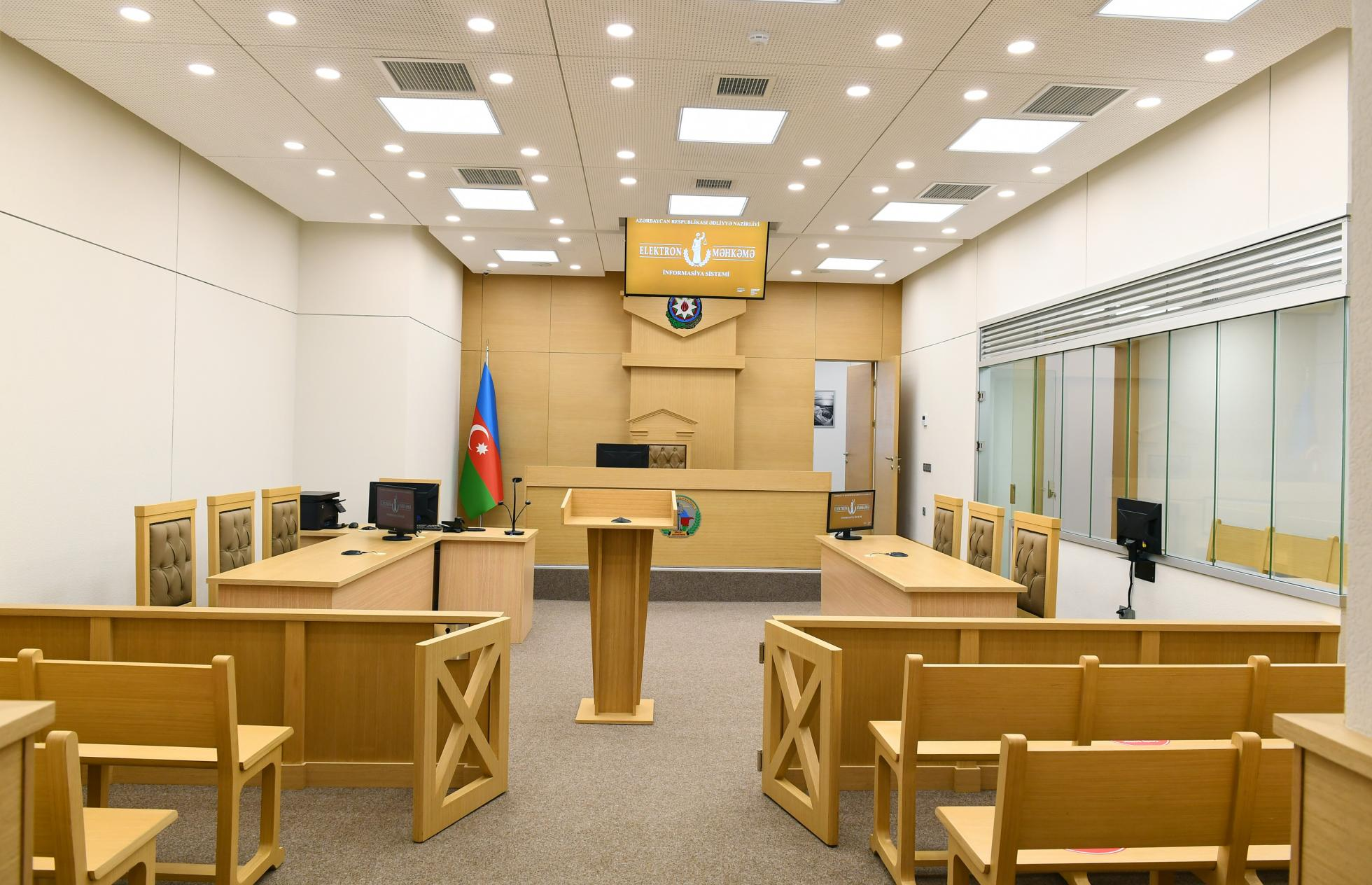
Сураханский районный суд Май 2021

### Суды по тяжким преступлениям
Суды по тяжким преступлениям в качестве суда первой инстанции занимаются тяжкими и особо тяжкими преступлениями, определёнными  Уголовным кодексом Азербайджанской Республики. Суд по тяжким преступлениям состоит из председателя суда и судей. Заместитель председателя суда назначается, если число судей превышает 11. Количество судей и другие организационные вопросы определяются Судебно-правовым советом в соответствии с Конституцией Азербайджанской Республики. 
В Азербайджане существует пять судов по тяжким преступлениям:
- Суд по тяжким преступлениям Нахичеванской Автономной Республики
- Бакинский суд по тяжким преступлениям
- Гянджинский суд по тяжким преступлениям
- Шекинский суд по тяжким преступлениям
- Ленкоранский суд по тяжким преступлениям

### Военные суды
Военный суд как суд первой инстанции занимается преступлениями против военной службы и преступлениями, совершенными военными. Военный суд состоит из председателя суда и судей. Заместитель председателя Суда назначается, если число судей составляет 12 и более. Как правило, судьи и юрисдикция определяются Судебным Советом по правовым вопросам. 
В Азербайджане существуют следующие военные суды:
- Военный суд Нахичеванской автономной республики
- Бакинский военный суд
- Военный суд Гянджи
- Ленкоранский военный суд
- Военный суд Физули-Губадлы
- Тертерский военный суд
- Военный суд Агдама
- Газахский военный суд
- Сумгаитский военный суд

### Административно-хозяйственные суды
Административно-экономический суд создается в административно разделенных территориальных зонах или зонах свободной торговли Азербайджана. Административно-хозяйственные суды в качестве суда первой инстанции выносят решения, касающиеся административных и экономических споров в соответствии с их юрисдикцией, определяемой законодательством. Суд образуют Президент и судьи. Когда 12 или более судей занимают свои должности в Суде, назначается вице-президент. Судебно-правовой совет определяет количество судей и территориальную юрисдикцию Суда. 
В Азербайджане действуют 7 административно-хозяйственных судов:
- Административно-экономический суд Нахичеванской Автономной Республики
- Бакинский административно-экономический суд №1
- Бакинский административно-экономический суд №2
- Административно-экономический суд Гянджи
- Административный хозяйственный суд Шеки
- Административный хозяйственный суд Ширвана
- Административный хозяйственный суд Сумгаита

## Избрание судей
Гражданин Азербайджанской Республики достигший 30-ти лет, имеющий высшее юридическое образование и опыт работы в юридической сфере не менее 5-ти лет может стать судьей. Судьи независимы, они подчиняются Конституции и законам Азербайджанской Республики и неизменяемы в течение срока их полномочий.

## Европейский суд по правам человека и Азербайджан
25 января 2001 года Азербайджанская Республика была принята полноправным членом Совета Европы. С 15 апреля 2002 года Азербайджан является участником Конвенции о защите прав человека и основных свобод. Со времени ратификации Конвенции юрисдикция Суда также включает Азербайджан. Лица, находящиеся под юрисдикцией Азербайджана, могут обратиться в Европейский суд по правам человека, если он (она) считает, что его (ее) право, закрепленное в Европейской конвенции о правах человека и дополнительных протоколах, было нарушено. Как и все государства-члены Совета Европы, судья из Азербайджана представлен в Европейский суд по правам человека.

## Судебно-правовой совет
Судебно-правовой совет осуществляет саморегулирование судебной системы. Совет состоит из пятнадцати членов, 9 из которых являются судьями, в то же время, представителями адвокатуры и государственного обвинения. 
Совет организует процедуру отбора кандидатов на должности судей, оценивает работу судей и председателей суда, организует их перевод и продвижение по службе, рассматривает вопросы дисциплинарной ответственности.

## Судебная экспертиза
7 августа 2024 года создан Совет судебной экспертизы. В совет вошли 8 человек, в том числе председатель — министр юстиции,  члены — заместитель министра внутренних дел, заместитель министра обороны, заместитель министра здравоохранения, заместитель начальника Службы государственной безопасности, заместитель председателя Верховного суда, заместитель Генерального прокурора, заместитель председателя Президиума Коллегии адвокатов. 

## Общественные объединения судей
Действует Ассоциация судей Азербайджана.
7 октября 2023 года создан Союз судей Азербайджана. В составе союза учреждены комиссии по международным отношениям, судебно-правовым реформам, вопросам образования и этики, защите правовых и законных интересов судей, вопросам коммуникации.